# Bill McCutcheon
James William McCutcheon, detto Bill (Russell, 23 maggio 1924 – Ridgewood, 9 gennaio 2002), è stato un attore statunitense.
Nel 1988 ha vinto il Tony Award al miglior attore non protagonista in un musical per la sua performance nel ruolo di "Moonface" Martin nel revival di Broadway del musical di Cole Porter Anything Goes.

## Filmografia parziale
- Riprendiamoci Forte Alamo! (Viva Max!), regia di Jerry Paris (1969)
- Un uomo da buttare (W.W. and the Dixie Dancekings), regia di John G. Avildsen (1975)
- Roba che scotta (Hot Stuff), regia di Dom DeLuise (1979)
- Il segreto della piramide d'oro (Vibes), regia di Ken Kwapis (1988)
- Fiori d'acciaio (Steel Magnolias), regia di Herbert Ross (1989)
- Sono affari di famiglia (Family Business), regia di Sidney Lumet (1989)
- Zia Giulia e la telenovela (Tune in Tomorrow), regia di Jon Amiel (1990)
- Mr. Destiny, regia di James Orr (1990)